# Cái chết và Wikipedia

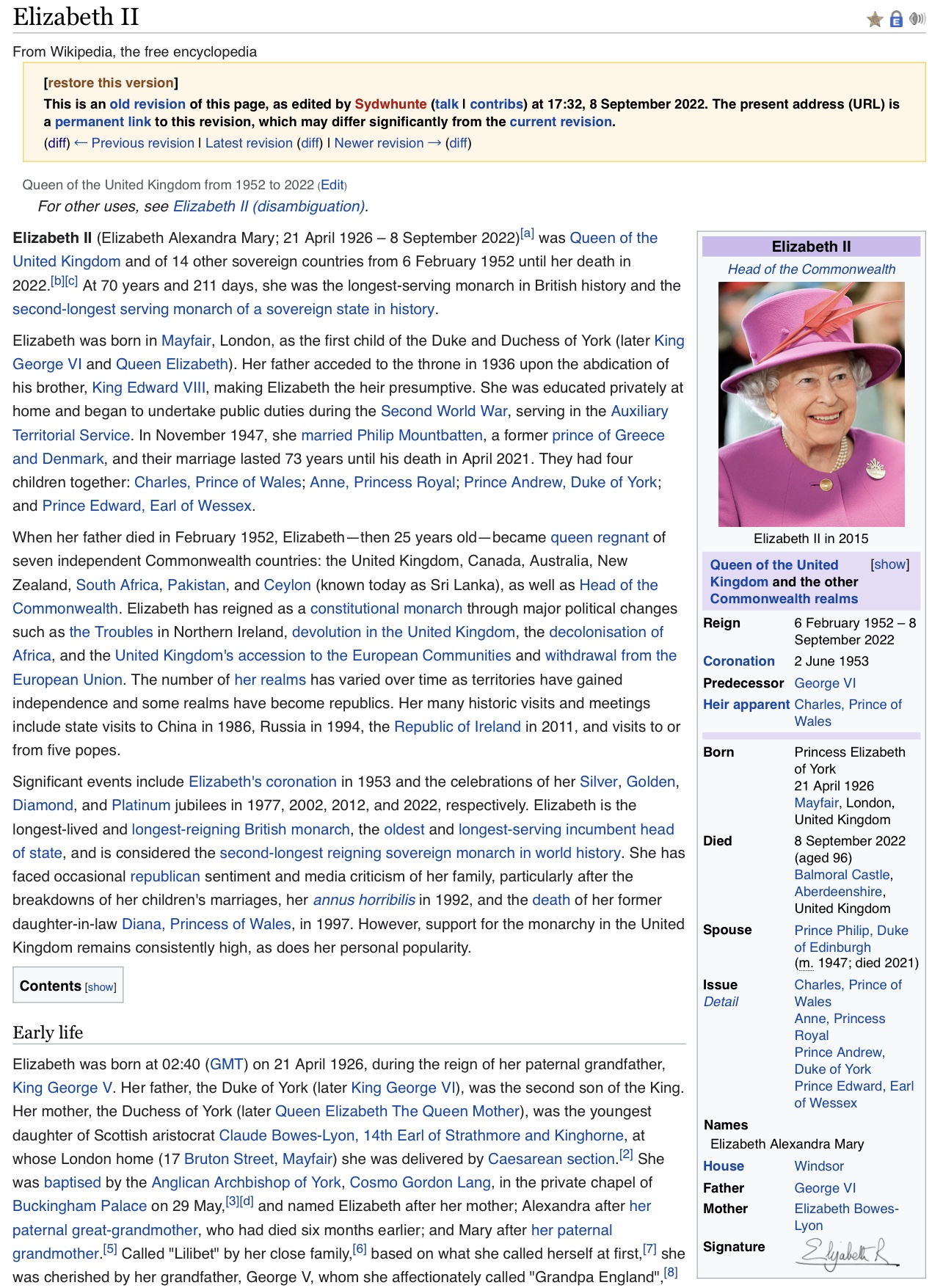
Thành viên:Sydwhunte là người đầu tiên cập nhật bài viết trên Wikipedia về Elizabeth II sau khi Nữ vương qua đời.

Cái chết và Wikipedia là thuật ngữ mô tả cách các biên tập viên Wikipedia trình bày cái chết của những nhân vật công chúng. 
Những biên tập viên Wikipedia cập nhật các bài viết Wikipedia với thông tin về cái chết một cách nhanh chóng sau khi mọi người qua đời. Các bài viết về nhân vật thường có lượt xem tăng đột biến ngay sau khi họ qua đời. Ví dụ: bài viết về nhà thiết kế Kate Spade có trung bình 2.117 lượt xem trong khoảng thời gian 48 giờ trước khi bà qua đời. Tuy vậy, chỉ trong vòng 48 giờ sau khi bà qua đời thì lượt xem đã đạt 3.417.416, tăng 161.427%.
Giới truyền thông đã nhận xét về những cập nhật nhanh chóng của trang web này sau cái chết của những người nổi tiếng như Michael Jackson và Elizabeth II.
Khi tiểu sử viết về một nhân vật chết vì căn bệnh nào đó thì cũng có thể mô tả tiến trình của căn bệnh này luôn.